# Liste der Biografien/Anderg
Liste der Biografien |
Portal Biografien |
Personensuche
# |
A |
B |
C |
D |
E |
F |
G |
H |
I |
J |
K |
L |
M |
N |
O |
P |
Q |
R |
S |
T |
U |
V |
W |
X |
Y |
Z |
?
 
Aa |
Ab |
Ac |
Ad |
Ae |
Af |
Ag |
Ah |
Ai |
Aj |
Ak |
Al |
Am |
An |
Ao |
Ap |
Aq |
Ar |
As |
At |
Au |
Av |
Aw |
Ax |
Ay |
Az
 
Ana–Anc |
And |
Ane |
Anf |
Ang |
Anh |
Ani |
Anj |
Ank |
Anl |
Anm |
Ann |
Ano |
Anp |
Anq |
Anr |
Ans |
Ant–Anz
 
Anda |
Ande |
Andh |
Andi |
Andj |
Andl |
Ando |
Andr |
Ands |
Andu |
Andy |
Andz
 
Andec |
Andel |
Andem |
Anden |
Andeo |
Ander |
Andes |
Andew |
Andex
 
Andera |
Anderb |
Andere |
Anderg |
Anderh |
Anderi |
Anderk |
Anderl |
Anderm |
Andern |
Anderr |
Anders |
Andert |
Anderw |
Anderz
Die Liste der Biografien führt alle Personen auf, die in der deutschsprachigen Wikipedia einen Artikel haben. Dieses ist eine Teilliste mit 13 Einträgen von Personen, deren Namen mit den Buchstaben „Anderg“ beginnt.

## Anderg

### Anderga
- Andergand, Maria († 1595), Schweizer Äbtissin
- Andergassen, Albert (1925–1965), österreichischer Ingenieur, Baumeister und Wohnbaumanager
- Andergassen, Anton (1893–1976), österreichischer Geistlicher Rat und Pfarrer
- Andergassen, Eugen (1907–1987), österreichischer Schriftsteller
- Andergassen, Ferdinand (1892–1964), österreichischer Komponist und Kirchenmusiker
- Andergassen, Günther (1930–2016), österreichischer Komponist
- Andergassen, Heinrich (1908–1946), österreichischer SS-Offizier und Kriegsverbrecher
- Andergassen, Josef (1861–1929), österreichischer Kunsttischler, Altarbauer und Bildhauer
- Andergassen, Leo (* 1964), italienischer Kunsthistoriker und Denkmalpfleger (Südtirol)
- Andergassen, Raphael (* 1993), italienischer Eishockeyspieler
- Andergassen, Thomas (* 1980), deutscher Geräteturner
- Andergassen, Willy (1922–2001), italienischer Künstler (Südtirol)
- Andergast, Maria (1912–1995), deutsch-österreichische Schauspielerin und SängerinMaria Andergast (1912–1995)

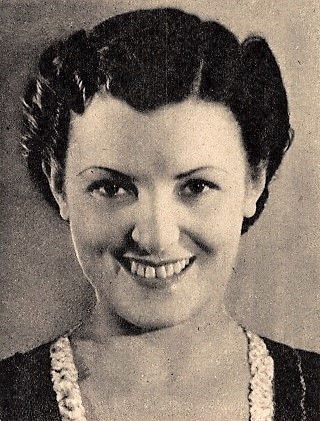
Maria Andergast (1912–1995)